# Coste laboral
El coste laboral es el coste que incurre el empleador por emplear recursos humanos. El coste laboral incluye tanto el salario, como el pago a la seguridad social y seguros privados, en beneficio de los empleados y ocasionalmente el coste de eventuales indemnizaciones o compensación, el coste de la formación de personal, transporte y dietas del personal.

## Composición
Los costes que componen el coste laboral se puede dividir en seis grupos;
1. El Coste Salarial directo (salario base, complementos salariales, pagos por horas extraordinarias, pagos extraordinarios y pagos atrasados). Antes de impuestos y cotizaciones.
2. Las Cotizaciones obligatorias a la Seguridad Social, por parte del empleador.
3. Las Cotizaciones voluntarias a seguros y sistemas de previsón, de acuerdo con los convenios colectivos. Incluye los planes y fondos de pensiones, los seguros de enfermedad, maternidad, accidente, otros planes de seguros y otras aportaciones.
4. Las Prestaciones sociales directas, que son del empleador directamente al trabajador o a su familia en determinadas circunstancias como desempleo, jubilación, muerte y supervivencia, invalidez o discapacidad, asistencia familiar y asistencia médica.
5. El resto de componentes de coste donde se incluyen las 
  - Indemnizaciones por despido o por fin de contrato,
  - Formación profesional,
  - Transporte,
  - Comedores, Guarderías, Actividades deportivas y culturales
  - Selección de personal
6. Las Subvenciones o ventajas fiscales, como subvenciones en las cotizaciones a la Seguridad Social, subvenciones a la contratación, subvenciones a la formación profesional y las deducciones fiscales y se restan de los demás grupos